# Анна-Джулія Ремондіна
Анна-Джулія Ремондіна (італ. Anna-Giulia Remondina; нар. 1 червня 1989) — колишня італійська тенісистка.
Найвищу одиночну позицію світового рейтингу — 219 місце досягла 2 травня 2011, парну — 444 місце — 12 серпня 2013 року.
Здобула 10 одиночних та 4 парні титули туру ITF.

## Фінали ITF
| Легенда         |
| --------------- |
| Турніри $25,000 |
| Турніри $15,000 |
| Турніри $10,000 |

### Одиночний розряд: 24 (10–14)
| Результат | Ранг | Дата              | Турнір                            | Рівень | Покриття   | Суперниця               | Рахунок       |
| --------- | ---- | ----------------- | --------------------------------- | ------ | ---------- | ----------------------- | ------------- |
| Перемога  | 1.   | 28 серпня 2006    | ITF Вітторія, Італія              | 10,000 | Ґрунт      | Оана Елена Голімбйоскі  | 6–0, 6–4      |
| Перемога  | 2.   | 2 липня 2007      | ITF Кремона, Італія               | 10,000 | Ґрунт      | Елена Пйоппо            | 6–4, 2–6, 6–2 |
| Перемога  | 3.   | 6 серпня 2007     | ITF Єзі, Італія                   | 10,000 | Килим      | Федеріка ді Сарра       | 4–6, 6–1, 7–6 |
| Поразка   | 1.   | 7 квітня 2008     | ITF Фоджа, Італія                 | 10,000 | Ґрунт      | Алексія Вірджилі        | 4–6, 6–0, 4–6 |
| Поразка   | 2.   | 2 травня 2009     | ITF Брешія, Італія                | 10,000 | Ґрунт      | Ірина Бурячок           | 3–6, 3–6      |
| Поразка   | 3.   | 22 червня 2009    | ITF Давос, Швейцарія              | 10,000 | Ґрунт      | Сандра Мартинович       | 1–6, 3–6      |
| Перемога  | 4.   | 6 липня 2009      | ITF Імола, Італія                 | 10,000 | Килим      | Аліче Балдуччі          | 6–2, 7–5      |
| Поразка   | 4.   | 1 серпня 2009     | ITF Гардоне-Валь-Тромпія, Італія  | 10,000 | Ґрунт      | Джулія Майр             | 0–6, 0–6      |
| Перемога  | 5.   | 12 вересня 2009   | ITF Казале-Монферрато, Італія     | 10,000 | Ґрунт      | Анастасія Гримальська   | 2–6, 6–1, 6–2 |
| Перемога  | 6.   | 5 жовтня 2009     | ITF Фоджа, Італія                 | 10,000 | Ґрунт      | Клаудія Джовіне         | 7–5, 1–6, 7–6 |
| Перемога  | 7.   | 1 березня 2010    | ITF Ліон, Франція                 | 10,000 | Тверде (i) | Анна Коженяк            | 6–1, 7–6      |
| Перемога  | 8.   | 28 лютого 2011    | ITF Ліон, Франція                 | 10,000 | Тверде     | Клер Феерстен           | 7–6, 6–3      |
| Перемога  | 9.   | 16 квітня 2011    | ITF Помеція, Італія               | 10,000 | Ґрунт      | Крістіна Діну           | 5–7, 6–2, 6–3 |
| Поразка   | 5.   | 18 квітня 2011    | ITF Чивітавекк'я, Італія          | 25,000 | Ґрунт      | Марія Тереса Торро Флор | 3–6, 4–6      |
| Поразка   | 6.   | 8 серпня 2011     | ITF Монтероні, Італія             | 25,000 | Ґрунт      | Настасья Барнетт        | 3–6, 6–7      |
| Поразка   | 7.   | 23 січня 2012     | Open Andrézieux-Bouthéon, Франція | 25,000 | Тверде (i) | Крістіна Плішкова       | 2–6, 2–6      |
| Поразка   | 8.   | 18 лютого 2013    | ITF Макон, Франція                | 10,000 | Тверде (i) | Антонія Лоттнер         | 5–7, 5–7      |
| Поразка   | 9.   | 3 лютого 2014     | ITF Тінахо, Іспанія               | 10,000 | Тверде     | Лаура Поус Тіо          | 3–6, 6–3, 2–6 |
| Перемога  | 10.  | 10 березня 2014   | ITF Гонесс, Франція               | 10,000 | Ґрунт      | Анне Шефер              | 7–5, 7–6      |
| Поразка   | 10.  | 27 липня 2014     | ITF Візерба, Італія               | 10,000 | Ґрунт      | Жасмін Паоліні          | 1–6, 0–6      |
| Поразка   | 11.  | 7 вересня 2014    | ITF Санкт-Пельтен, Австрія        | 10,000 | Ґрунт      | Барбара Гаас            | 6–7, 6–0, 1–6 |
| Поразка   | 12.  | 27 червня 2015    | ITF Рим, Італія                   | 10,000 | Ґрунт      | Ліза Сабіно             | 6–1, 3–6, 3–6 |
| Поразка   | 13.  | 1 травня 2016     | ITF Пула, Італія                  | 10,000 | Ґрунт      | Камілла Скала           | 1–6, 7–5, 1–6 |
| Поразка   | 14.  | 12 листопада 2016 | ITF Соларино, Італія              | 10,000 | Килим      | Dalila Spiteri          | 1–6, 2–6      |

### Парний розряд: 20 (4–16)
| Результат | Ранг | Дата              | Турнір                          | Покриття   | Рівень | Партнерка             | Суперниці                                | Рахунок             |
| --------- | ---- | ----------------- | ------------------------------- | ---------- | ------ | --------------------- | ---------------------------------------- | ------------------- |
| Перемога  | 1.   | 28 серпня 2006    | ITF Вітторія, Італія            | Ґрунт      | 10,000 | Federica Denti        | Емілія Дезідеріо Давінія Лоббінґер       | 6–4, 6–3            |
| Поразка   | 1.   | 22 жовтня 2007    | ITF Аугуста, Італія             | Ґрунт      | 10,000 | Letizia Lo Re         | Анна Флоріс Валентіна Сульпіціо          | 1–6, 1–6            |
| Поразка   | 2.   | 13 жовтня 2008    | ITF Settimo San Pietro, Італія  | Ґрунт      | 10,000 | Francesca Campigotto  | Нансі Рустіньйолі Elisa Salis            | w/o                 |
| Поразка   | 3.   | 27 липня 2009     | ITF Gardone Val Trompia, Італія | Ґрунт      | 10,000 | Stefania Fadabini     | Стефанія К'єппа Клаудія Джовіне          | 6–4, 2–6, [10–12]   |
| Поразка   | 4.   | 5 жовтня 2009     | ITF Фоджа, Італія               | Ґрунт      | 10,000 | Алісе Мороні          | Джоя Барб'єрі Анастасія Гримальська      | 4–6, 6–4, [2–10]    |
| Поразка   | 5.   | 18 лютого 2013    | ITF Макон, Франція              | Тверде (i) | 10,000 | Франческа Пальміджано | Антонія Лоттнер Дарія Сальникова         | 4–6, 7–5, [7–10]    |
| Поразка   | 6.   | 3 березня 2014    | ITF Ам'єн, Франція              | Ґрунт (i)  | 10,000 | Анджеліка Морателлі   | Ізабелла Шинікова Альона Сотникова       | 1–6, 4–6            |
| Поразка   | 7.   | 14 липня 2014     | ITF Імола, Італія               | Килим      | 15,000 | Ліза Сабіно           | Кейті Баултер Кейті Данн                 | 6–7, 3–6            |
| Поразка   | 8.   | 13 квітня 2015    | ITF Пула, Італія                | Ґрунт      | 10,000 | Giorgia Marchetti     | Аліче Матеуччі Мартіна Тревізан          | 2–6, 3–6            |
| Поразка   | 9.   | 30 травня 2015    | ITF Галац, Румунія              | Ґрунт      | 10,000 | Шарлотте Клазен       | Daniela Ciobanu Александра Перпер        | 2–6, 6–3, [10–12]   |
| Перемога  | 2.   | 27 червня 2015    | ITF Рим, Італія                 | Ґрунт      | 10,000 | Мартіна ді Джузеппе   | Giulia Carbonaro Federica Spazzacampagna | 4–6, 6–2, [10–3]    |
| Поразка   | 10.  | 8 травня 2016     | ITF Пула, Італія                | Ґрунт      | 10,000 | Veronica Napolitano   | Federica Arcidiacono Гая Санесі          | 4–6, 1–6            |
| Поразка   | 11.  | 5 серпня 2016     | ITF Тарвізіо, Італія            | Ґрунт      | 10,000 | Анджеліка Морателлі   | Chiara Quattrone Людмила Самсонова       | 6–3, 4–6, [6–10]    |
| Поразка   | 12.  | 4 листопада 2016  | ITF Пула, Італія                | Ґрунт      | 10,000 | Dalila Spiteri        | Ілена Ін-Альбон Giorgia Marchetti        | 1–6, 3–6            |
| Перемога  | 3.   | 19 листопада 2016 | ITF Соларино, Італія            | Килим      | 10,000 | Dalila Spiteri        | Mathilde Arminato Еліксан Лекемія        | w/o                 |
| Поразка   | 13.  | 10 грудня 2016    | ITF Ortisei, Італія             | Тверде (i) | 10,000 | Ксенія Палкіна        | Лаура Йоана Пар Зара-Ребекка Секуліч     | 2–6, 3–6            |
| Поразка   | 14.  | 27 серпня 2017    | Hódmezővásárhely Open, Угорщина | Ґрунт      | 25,000 | Мартіна ді Джузеппе   | Елена-Габріела Русе Ева Ваканно          | 3–6, 1–6            |
| Перемога  | 4.   | 3 грудня 2017     | ITF Хаммамет, Туніс             | Ґрунт      | 15,000 | Miriana Tona          | Єлена Симич Жад Сувріжн                  | 6–3, 6–4            |
| Поразка   | 15.  | 9 грудня 2017     | ITF Хаммамет, Туніс             | Ґрунт      | 15,000 | Milana Spremo         | Марі Бенуа Джулія Терзійська             | 2–6, 3–6            |
| Поразка   | 16.  | 7 жовтня 2018     | ITF Пула, Італія                | Ґрунт      | 25,000 | Мартіна ді Джузеппе   | Amina Anshba Сопія Шапатава              | 6–7(5), 6–2, [6–10] |